# HMS Crane (U23)
«Крейн» (англ. HMS Crane (U23) — військовий корабель, шлюп типу «Модифікований Блек Свон» Королівського військово-морського флоту Великої Британії за часів Другої світової війни.
Корабель взяв активну участь у бойових діях на морі в Другій світовій війні, бився у Північній Атлантиці біля берегів Франції, Англії та Норвегії, у Середземномор'ї, супроводжував союзні конвої, підтримував висадку військ на Сицилію, в операції «Нептун». В останні місяці війни «Крейн» перевели до британського Тихоокеанського флоту, у складі якого корабель брав участь у битві за Окінаву.
Після війни «Крейн» залишився в Південно-Східній Азії і брав участь у бойових діях під час Корейської війни. Під час Суецької кризи шлюп передислокували на Близький Схід, а потім повернулася в Азію для участі у війні в Малайї. «Крейн» був знятий з експлуатації на початку 1960-х і розібраний на брухт у 1965 році.
За проявлену мужність та стійкість у боях бойовий корабель заохочений сьома бойовими відзнаками.

## Історія створення
Шлюп «Крейн» був закладений 13 червня 1941 року на верфі компанії William Denny and Brothers у Дамбартоні. 9 листопада 1942 року він був спущений на воду, а 10 травня 1943 року увійшов до складу Королівських ВМС Великої Британії.

## Історія служби

### Друга світова війна
Після введення в експлуатацію шлюп разом з однотипними «Шантіклір» і «Сігнет» включили до складу 7-ї ескортної групи, що базувалася в Гріноку в Шотландії. Пізніше до групи приєдналися «Гарт» і «Фезент». Група ескортних кораблів супроводжувала конвої у Північній Атлантиці та до Гібралтара. У липні 1943 року «Крейн» брав участь в операції «Хаскі», англо-американському вторгненні на Сицилію, з 28 червня по 7 липня супроводжував штурмовий конвой з Британії до Середземного моря. 13 липня — другий штурмовий конвой до плацдармів, куди здійснювалася висадка морського десанту. У серпні 1943 року, щоб уникнути атак авіації британського Берегового командування ПС у Біскайській затоці, німецькі підводні човни, що рухалися курсом на Північну Атлантику, почали здійснювати обхідний маневр, рухаючись поздовж узбережжя Франції та Північної Іспанії. У відповідь Королівський флот розгорнув ескортні групи для патрулювання біля мису Фіністерре, щоб зупинити німців на цих маршрутах, але присутність у повітрі німецької авіації змусили ескортні патрульні групи відступити далі на захід, де вони були менш ефективними. У вересні 1943 року «Крейн» був ненадовго розгорнутий в одній із цих груп, але не досяг успіху.
13 листопада 1943 року конвой MKS 30 залишив Гібралтар, наступного дня приєднавшись до конвою SL 139, який прямував із Західної Африки до Британських островів. 7-ма ескортна група, включаючи «Крейн», отримала наказ підсилити конвой. На шляху руху союзного конвою німці сформували три патрульні лінії підводних човнів для атаки на транспорти. 18 грудня «Крейн» і «Шантіклір» атакували підводний човен U-515, при цьому U-515 випустив акустичну самонавідну торпеду T5, яка влучила і пошкодила «Шантіклір», який довелося відбуксирувати в порт на Азорських островах. «Крейн» продовжував атакувати U-515 глибинними бомбами протягом 10 годин, пошкодивши підводний човен і змусивши його відступити. Німецькі атаки на конвой тривали, і 21 листопада 1943 року «Крейн» і фрегат «Фовей» глибинними бомбами потопили з усім екіпажем U-538.
8 квітня 1944 року в Північній Атлантиці на північний захід від мису Фіністерре «Крейн» і «Сігнет» глибинними бомбами потопили німецький підводний човен U-962. У травні 1944 року 7-ма група, включаючи «Крейн», була перекинута до Ла-Маншу для підтримки запланованої союзниками висадки в Нормандії в операції «Нептун». 6 червня «Крейн» увійшов до складу супроводу штурмового конвою, що підтримував угруповання, яке висаджувалося на плацдарм «Голд».